# Liste der Arbeiterkammer-Präsidenten
Die Liste der Arbeiterkammer-Präsidenten listet die Präsidenten der österreichischen Arbeiterkammer auf. Und zwar sowohl der Bundesarbeitskammer, wie der Arbeiterkammern der neun Bundesländer zwischen 1921 und 1934, sowie seit 1945.

## Aktuell
- Burgenland: Gerhard Michalitsch
- Kärnten: Günther Goach
- Niederösterreich: Markus Wieser
- Oberösterreich: Andreas Stangl
- Salzburg: Peter Eder
- Steiermark: Josef Pesserl
- Tirol: Erwin Zangerl
- Vorarlberg: Bernhard Heinzle
- Wien: Renate Anderl (gleichzeitig Bundesarbeitskammer)

## Präsidenten der Bundesarbeitskammer (vor 1992 Arbeiterkammertag)

### Erste Republik
- Franz Domes (1921–1930)
- Karl Weigel (1930–1934)

### Zweite Republik
- Karl Krisch (1945)
- Karl Mantler (1945–1956)
- Karl Maisel (1956–1964)
- Wilhelm Hrdlitschka (1964–1976)
- Adolf Czettel (1976–1988)
- Heinz Vogler (1988–1994)
- Lore Hostasch (1994–1997, Wien)
- Herbert Tumpel (1997–2013, Wien)
- Rudolf Kaske (2013–2018)
- Renate Anderl  (seit 2018)

Vor 1992 übernahm automatisch der Präsident der Wiener Arbeiterkammer die Funktion des Präsidenten des Arbeiterkammertages.

## Arbeiterkammer-Präsidenten der Bundesländer

### 1921–1934
- Wien und Niederösterreich: Franz Domes, Karl Weigl
- Burgenland (bestellte Beiratsvorsitzende ab 1925): Theodor Meißner, Johann Böhm
- Kärnten: Hans Veit, Johann Sachan
- Oberösterreich: Hans Pregant
- Salzburg: Franz Pühringer, Hans Geigl, Jakob Auer, Johann Elias, Karl Emminger
- Steiermark: Hans Muchitsch
- Tirol: Wilhelm Scheibein
- Vorarlberg: Wilhelm Sieß

### Nach 1945
- Wien, Niederösterreich, Burgenland

Karl Krisch (1945)
(AK in Wien) Karl Mantler (1945–1948)
- Burgenland

Friedrich Szenkuröck (1948–1961)
Franz Babanitz (1961–1983)
Ernst Piller (1983–2000)
Alfred Schreiner (2000–2017)
Gerhard Michalitsch (ab 2017)
- Kärnten

Julius Lukas (1946)
Paul Truppe (1946–1958)
Josef Greinecker gf. Präsident (1958/1959)
Hans Scheiber (1959–1969)
Ernst Stecher (1969–1979)
Josef Quantschnig (1979–2002)
Günther Goach (ab 2002)
- Niederösterreich

Josef Fuchs (1948–1964)
Franz Horr (1964–1974)
Josef Hesoun (1974–1991)
Karl Hundsmüller (1991–1994)
Josef Staudinger (1994–2009)
Hermann Haneder (2009–2013)
Markus Wieser (ab 2013)
- Oberösterreich

Heinrich Kandl (1946–1959)
Franz Thanhofer (1959–1968)
Sepp Schmidl (1968–1982)
Fritz Freyschlag (1982–1999)
Hubert Wipplinger (1999–2003)
Johann Kalliauer (2003–2021)
Andreas Stangl (ab 2021)
- Salzburg

Hans Webersdorfer (1945/46–1955)
Ferdinand Putz (1955–1956 Geschäftsführung als Vizepräsident)
Josef Horak (1956–1965)
Karl Steinocher (1965–1966)
Josef Brunauer (1966–1983)
Herbert Suko (1983–1998)
Alexander Böhm (1998–2003)
Siegfried Pichler (2003–2018)
Peter Eder (ab 2018)
- Steiermark

Otto Möbes (1946–1953)
Eduard Schwarz (1953–1975)
Franz Ileschitz (1975–1987)
Alois Rechberger (1987–1990)
Erich Schmid (1990–1995)
Walter Rotschädl (1995–2013)
Josef Pesserl (ab 2013)
- Tirol

Josef Wilberger (1946–1949)
Josef Gänsinger (1949–1964)
Hermann Schmidberger (1964–1974)
Karl Gruber (1974–1984)
Ekkehart Abenstein (1984/85)
Josef Kern (1985–1991)
Friedrich Dinkhauser (1991–2008)
Erwin Zangerl (ab 2008)
- Vorarlberg

Anton Linder (1946–1956)
Karl Graf (1956–1967)
Heinrich Grassner (1967–1969)
Bertram Jäger (1969–1987)
Josef Fink (1987–2006)
Hubert Hämmerle (2006–2022)
Bernhard Heinzle
- Wien (+ ÖAKT/BAK-Präsidenten)

Karl Mantler (1948–1955)
Karl Maisel (1956–1964)
Wilhelm Hrdlitschka (1964–1976)
Adolf Czettel (1976–1988)
Heinz Vogler (1988–1994)
Eleonora Hostasch (1994–1997)
Herbert Tumpel (1997–2013)
Rudolf Kaske (2013–2018)
Renate Anderl (seit 2018)